# Ibn Ràïq
Muhàmmad ibn Ràïq i, senzillament, Ibn Ràïq fou el primer gran emir del califa abbàssida de Bagdad.
Era fill d'un oficial abbàssida d'origen khàzar. Fou prefecte de policia i després camarlenc en el regnat d'al-Múqtadir. Va caure en desgràcia al pujar al tron el califa al-Qàhir (932-934) i va fugir de Bagdad però al cap de poc temps fou perdonat i va rebre el govern de Bàssora. El 934 quan va pujar al tron al-Radi (934-940) va rebre el govern de Wasit (sense perdre el de Bàssora) el que el va convertir en un dels homes més poderosos de l'Iraq, i va retardar els pagaments que havia d'enviar a la cort. A la caiguda del visir Ibn Mukla el 936 fou nomenat gran amir (amir al-umara) i comandant en cap de l'exèrcit, sent el primer gran amir dels que van exèrcit el poder efectiu a l'Iraq fins al 945. L'ex visir Ibn Muka va veure confiscats tots els seus béns i els del seu fill que havia col·laborat amb el pare al seu darrer visirat.
Durant el període que va governar (936-938) va eliminar tot mitja de defensa del califa i va fer massacrar a la guàrdia Hudjariyya. També va combatre els governadors autònoms d'Ahwaz, els Banu l-Baridi, als que va tractar d'arrabassar la seva província. L'ex visir Ibn Mukla va conspirar contra el gran amir i el califa, per instigació d'Ibn Raik, el va fer empresonar; el gran amir li va fer tallar la mà dreta.
El 938 fou enderrocat pel seu lloctinent el turc Bàjkam que va entrar a Bagdad i va assolir el poder, enviant al seu antic cap com a governador al Diyar Mudar. Ibn Raik va voler recuperar el favor del califa recuperant Egipte de mans dels ikhxídides. El 939 va envair Palestina i a finals d'any va derrotar a Muhàmmad a al-Arish, però els ikhxídides es van recuperar i el 940 van empenyer a Ibn Raik cap al nord fins a Ladjdjun on els dos exèrcits es van enfrontar en una batalla indecisa el 24 de juny de 940, en la que va morir Abu-Nasr Husayn ibn Tughj, un dels germans de l'emir Muhàmmad ibn Tughj al-Ikhxid. Ibn Raik va trobar el cos i va reaccionar honorablement enviant al seu fill de 17 anys Abu l-Fath Muzahim, a l'emir ikhxídida, perquè fes amb ell el que considerés convenient. Però Muhàmmad ibn Tughj no va prendre venjança, va donar robes esplèndides al jove, i el va casar amb la seva filla Fàtima. Aquest doble gest va portar la pau a les dues parts que van acordar que els ikhxídides governarien el sud de Palestina i Ibn Raik el nord amb un tribut de 140.000 dinars anuals que pagaria el govern egipci.
Mort Bàjkam (941) va agafar el poder breument Abu Abd Allah Ahmad ibn al-Baridi que fou enderrocat pel daylamita Kurankidj o Kurankidji (941) però Ibn Raik va poder ocupar el seu lloc el setembre del 941; va governar uns mesos fins que fou assassinat l'abril del 942 per l'hamdànida al-Hasan ibn Abd Allah. Sembla que el tractat amb l'emir d'Egipte fou respectat en aquest temps.